# Chiesa dei Domenicani (Bolzano)
La chiesa dei Domenicani, in tedesco Dominikanerkirche, è un edificio di culto risalente al XIII secolo, perfetto esempio di architettura gotica  a Bolzano, nell'Alto Adige.

## Localizzazione

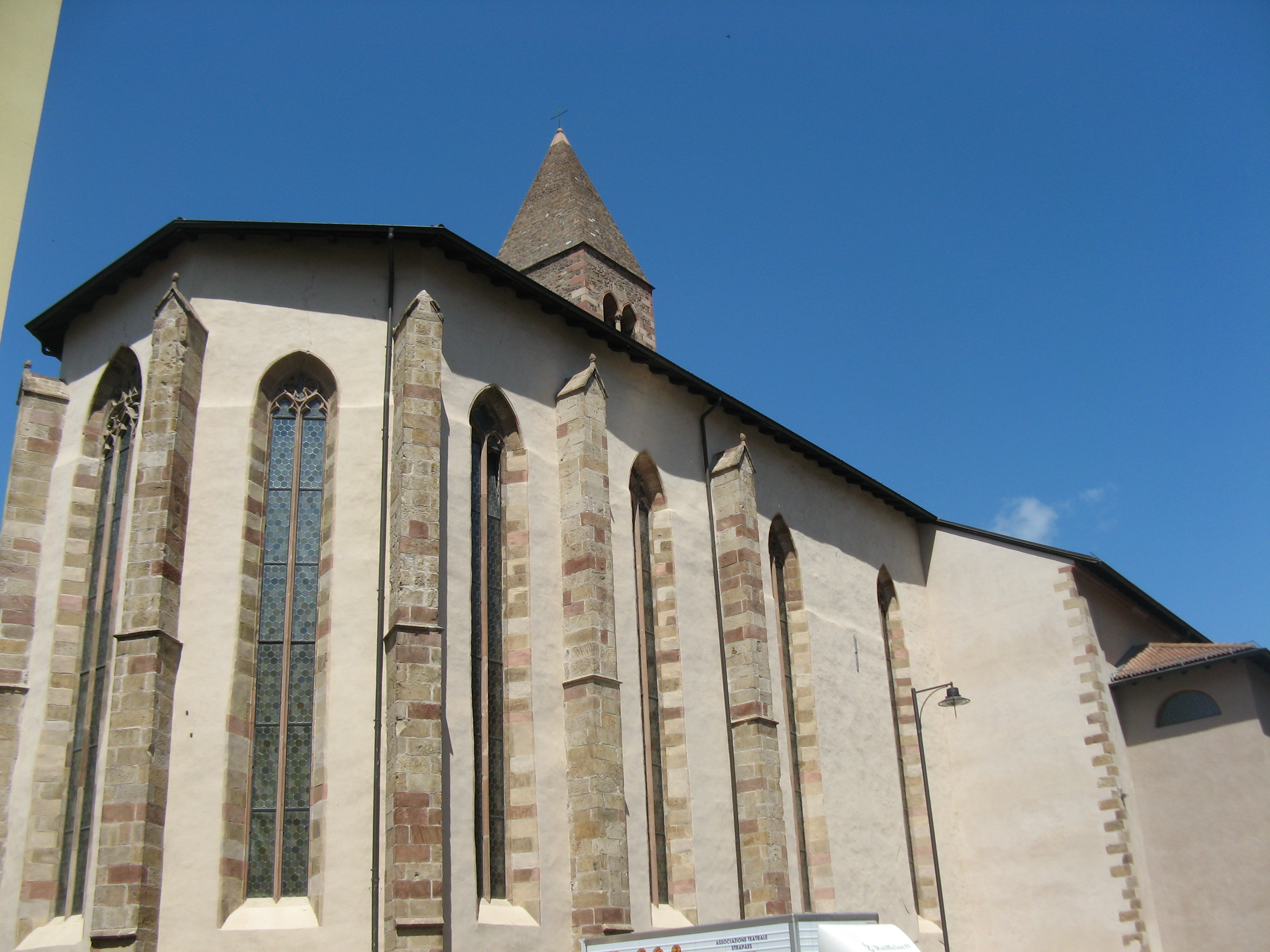
Il coro gotico.

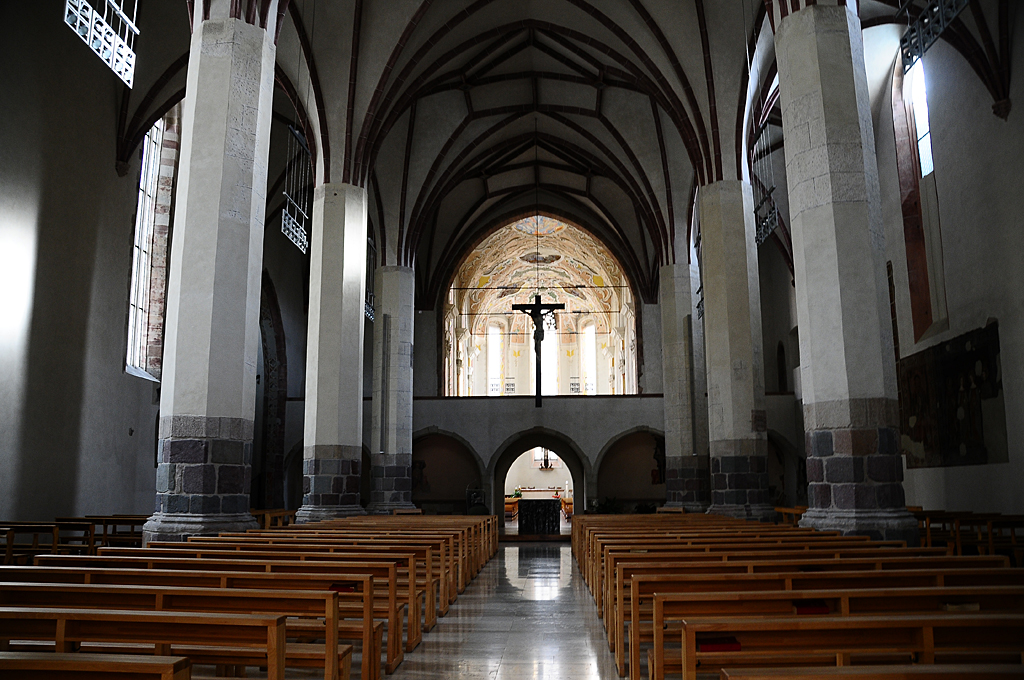
Veduta dell'interno.

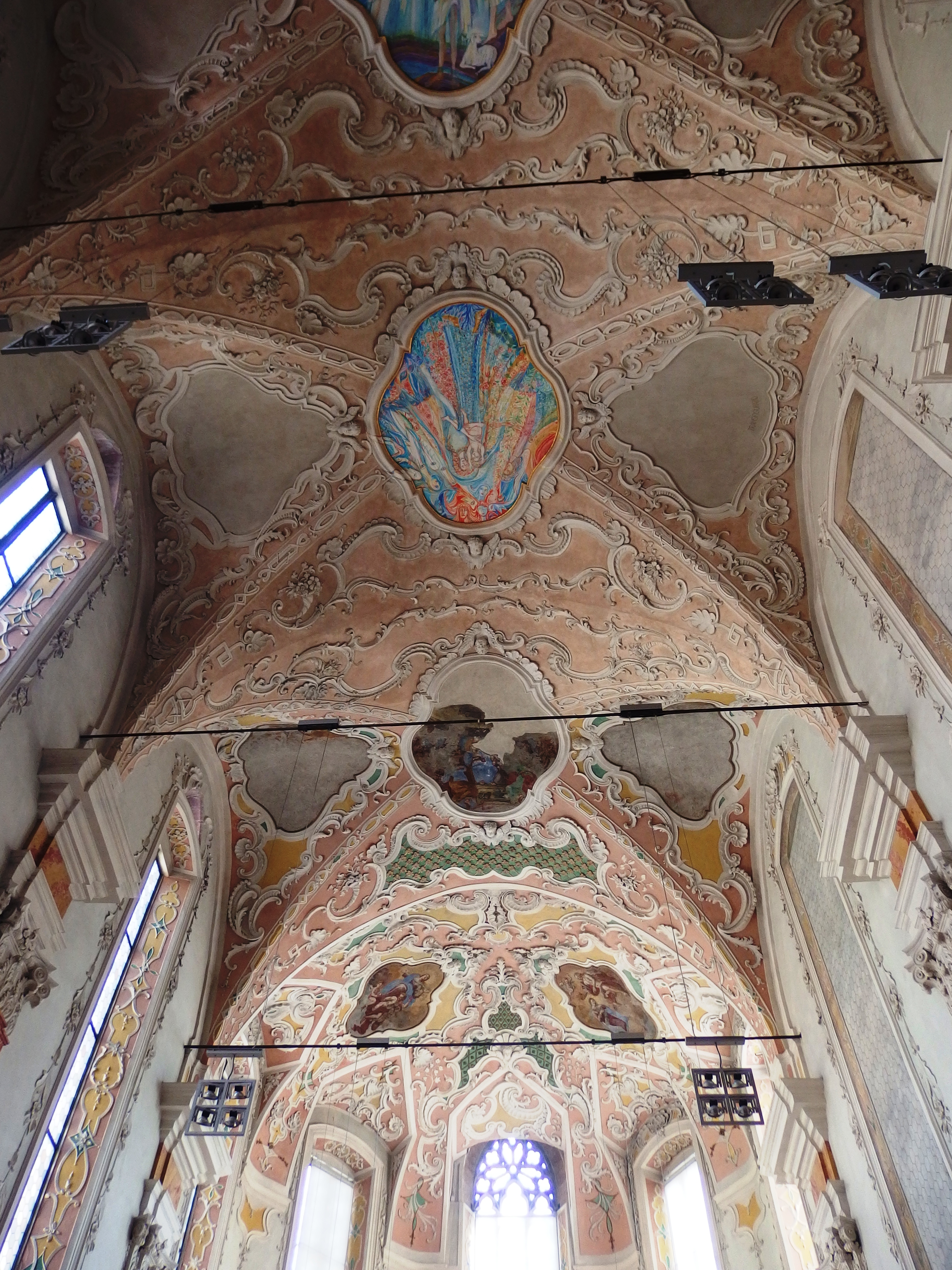
La volta a stucchi rococò del coro.

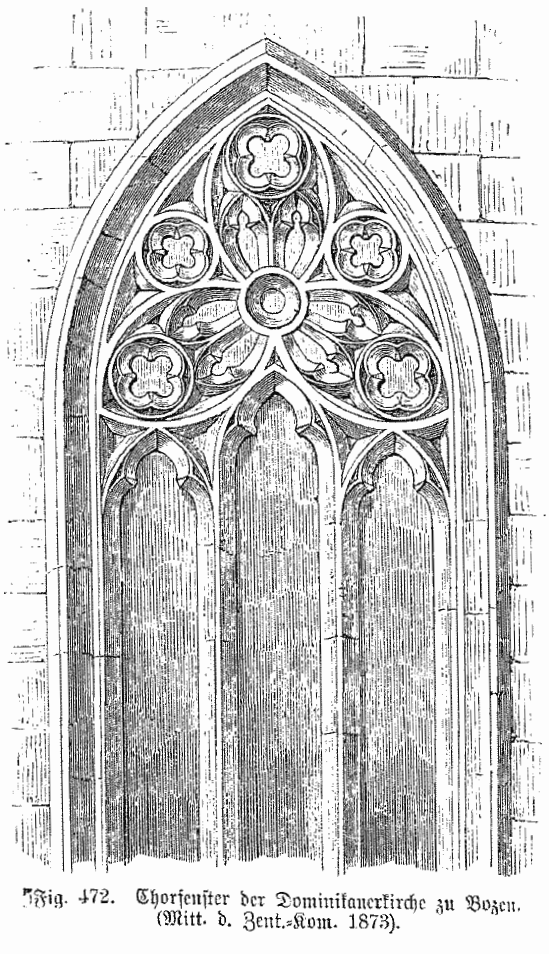
Finestra tardogotica del coro, disegno di Karl Atz, Kunstgeschichte Tirols und Vorarlbergs (1909).

La chiesa è situata nell'attuale piazza Domenicani, tuttavia la piazza non esiste che dagli anni trenta. Oggi nel cuore del centro a pochi passi da piazza Walther ed il duomo, ai tempi della sua costruzione la zona del convento dei Domenicani era al di fuori del nucleo urbano in un'area circondata per un lato dal Talvera e per uno dall'Isarco. L'area dell'attuale chiesa è infatti molto più ristretta rispetto a quella originale. I frati possedevano quindi un vasto terreno per la coltivazione di vegetali per il sostentamento.

## Storia
Una prima chiesa venne eretta in questo luogo nel 1272, poi rifatta completamente all'inizio del XIV secolo quando venne eretto l'edificio attuale, uno dei primi esempi di architettura gotica del Tirolo, voluta dai frati domenicani che giunsero a Bolzano in quegli anni, presumibilmente da Ratisbona. Il coro poligonale venne completato nel 1313 e di li a poco le cappelle laterali.
Nello stesso periodo arrivarono in città anche i francescani e l'Ordine teutonico. Il convento che ne derivò controllava un'area più grande di quella attuale ed era situato fuori dal nucleo urbano. Dal 1488 in poi esisteva presso il convento una confraternita laica votata a San Sebastiano, i cui membri appartenevano al patriziato cittadino, fra cui per esempio i Kiesfelder, i Lantramer o i Truefer.
Le prime opere di urbanizzazione avvennero agli inizi del XX secolo, un periodo dove Bolzano conobbe una grande crescita urbanistica. Nella zona fra l'attuale chiesa ed il torrente Talvera venne costruito il nuovo quartiere che all'epoca assunse il nome di Neustadt ("Città nuova"). La chiesa perse tutto il suo terreno restante negli anni trenta, quando il governo fascista della città decise di costruirvi una piazza con edifici in stile razionalista. Durante la seconda guerra mondiale subì notevoli danni e successivamente fu in parte ristrutturata.
La chiesa ad aula è costruita sopra un edificio precedente all'inizio del XIV sec. con coro poligonale (1313) e cappelle laterali. Il coro venne modificato in stile barocco nel 1740 (stucchi). Cappella di San Giovanni con importante decorazione ad affresco, prima metà del XIV sec. Resti di affresco sono presenti nel chiostro.

## Interni

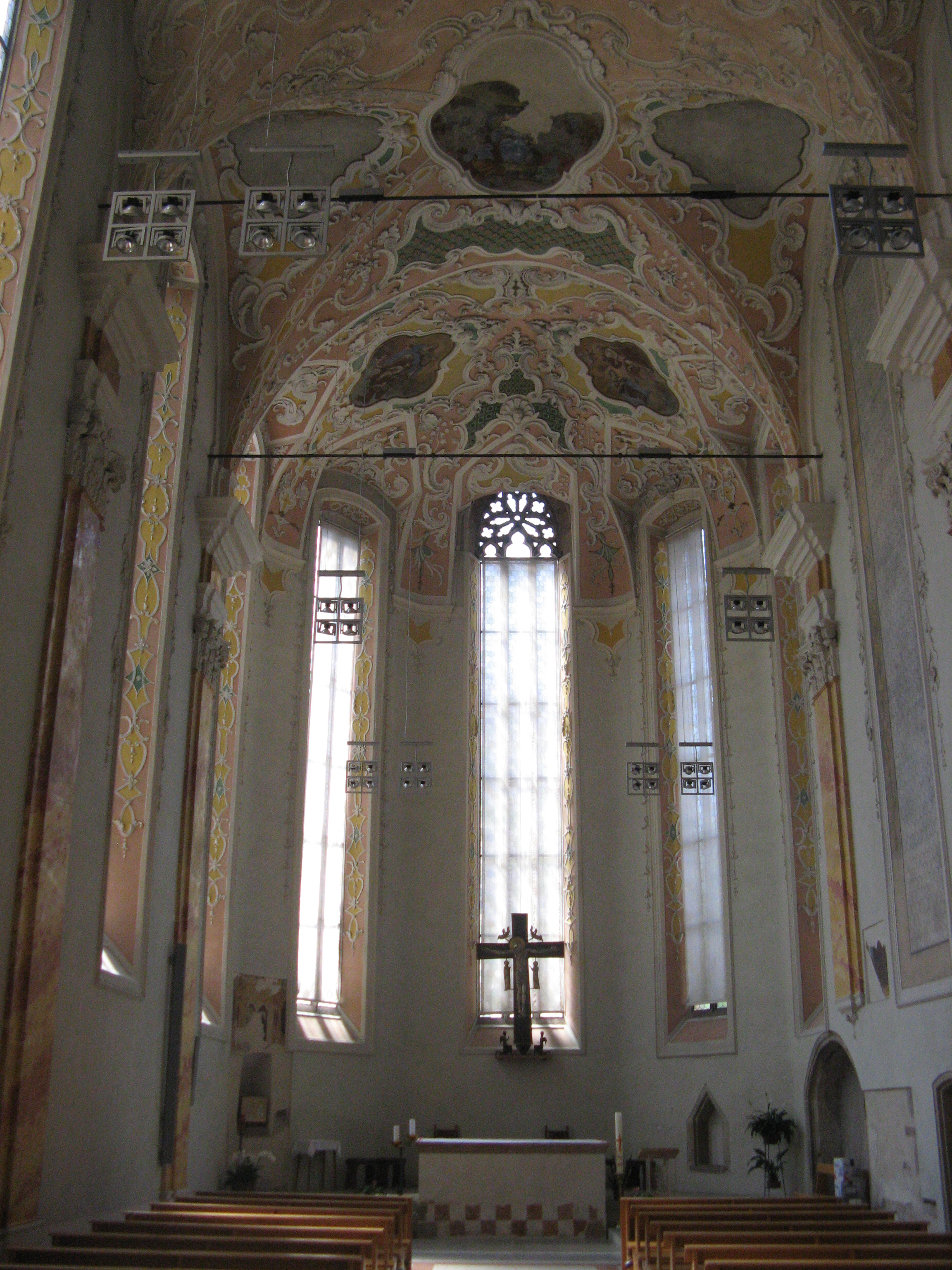
Il presbiterio.

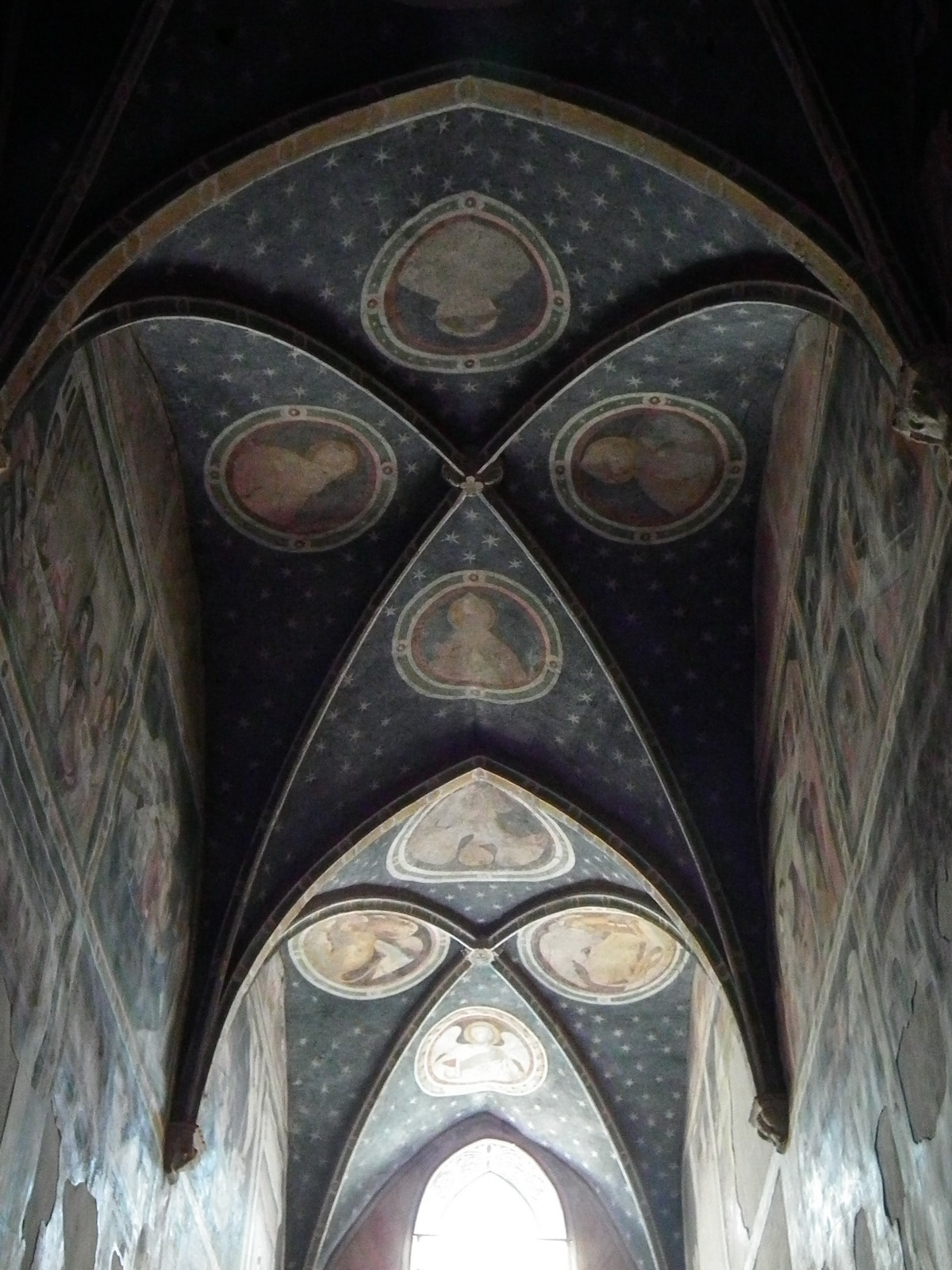
Cappella di San Giovanni.

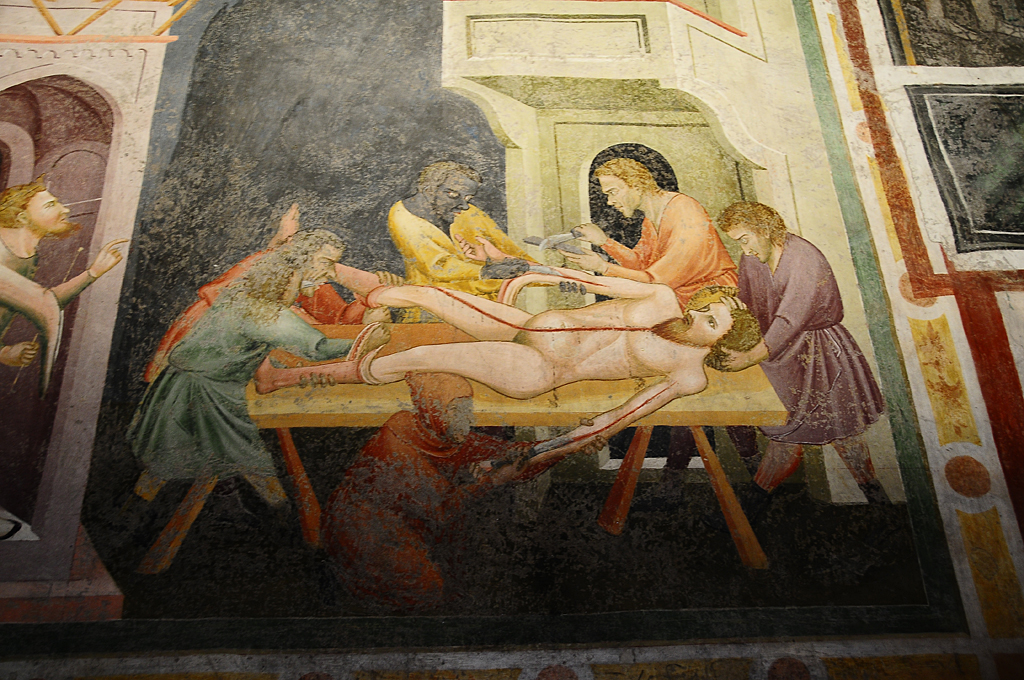
Il Martirio di san Bartolomeo, affresco di scuola giottesca, Cappella di San Giovanni.

La chiesa è una dei più pregiati gioielli artistici bolzanini e fu in questa chiesa che gli artisti svilupparono il cosiddetto stile della "Scuola di Bolzano". L'interno della chiesa, del tipo a sala, è diviso in tre navate da pilastri ottagonali reggenti volte reticolate. Il presbiterio, aggettante, venne decorato con leggeri stucchi in stile rococò nel 1740.
Originariamente vi erano quattro cappelle, danneggiate gravemente durante la seconda guerra mondiale. Fra il 1971 e il 1972 venne ricostruita tuttavia la cappella che attorno al 1600 venne fatta erigere dai commercianti bolzanini, detta appunto "Cappella dei Mercanti", che si trova sulla sinistra, in fondo. 

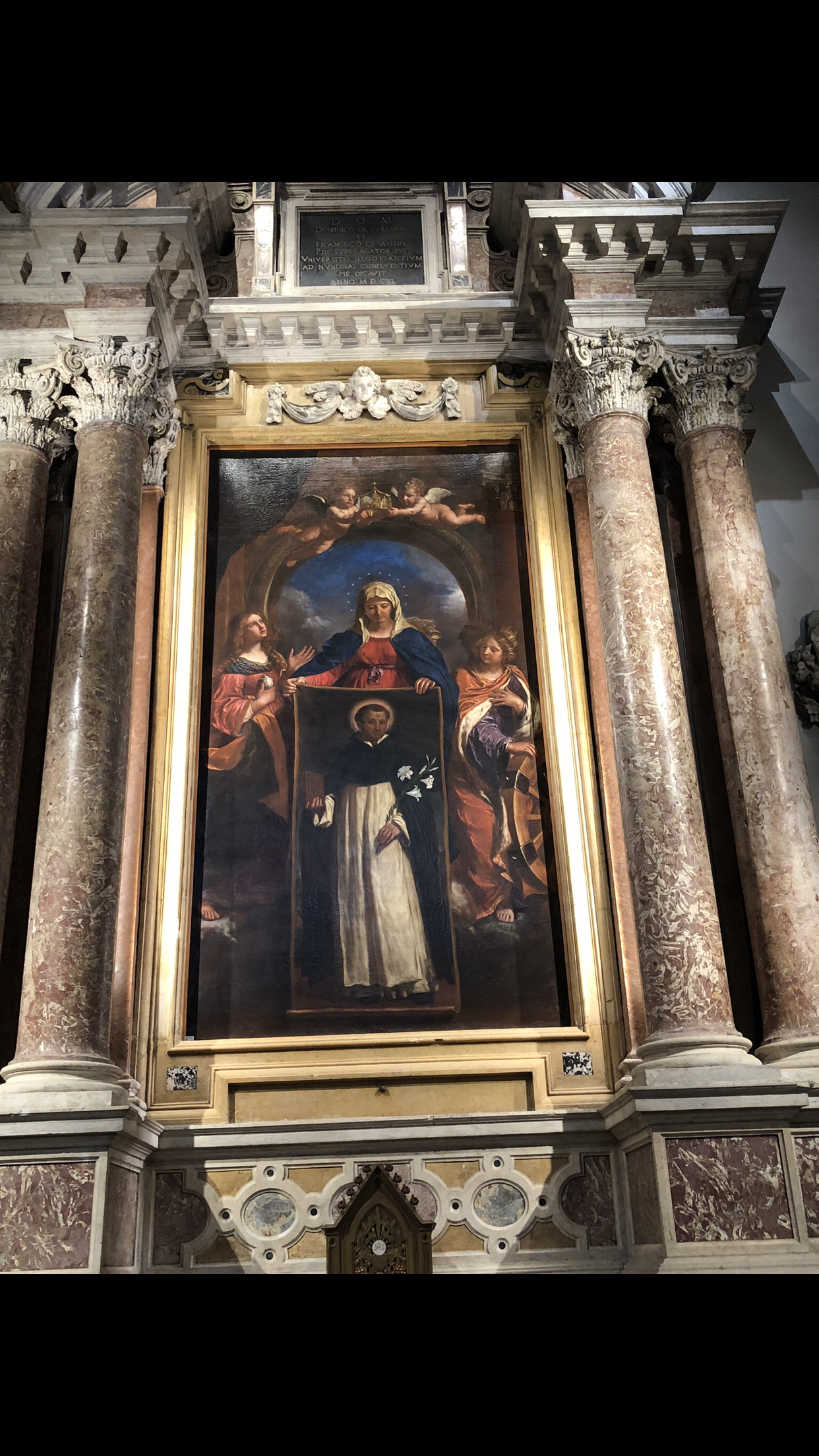
Dipinto del miracolo di Soriano Calabro del Guercino.

La cappella esibisce, su un altare risalente al 1642, la Visione di Soriano, una tela del Guercino, che rappresenta un tema ricorrente nella storia dell'Ordine: l'apparizione a un confratello del convento di Soriano Calabro, della Vergine, insieme alla Maddalena e a santa Caterina d'Alessandria, che lasciarono al convento un drappo con l'immagine del fondatore dell'Ordine che tiene nelle mani un giglio e un libro, simboli della purezza e della sapienza. Sulla parete destra, di fronte a questa cappella, si trova un affresco, detto affresco di Castelbarco, diviso in quattro parti.
In passato erano visibili più affreschi rispetto ad oggi: la cappella di San Nicola era affrescata da Guariento di Arpo, Hans Stotzinger da Ulma dipinse l'importante affresco Madonna tra santi (1404) che univa elementi tedeschi ad altri italiani; inoltre sono conservati una Madonna in Trono di scuola veronese (1379) e Quattro santi (1400) della scuola di Martino da Verona.
La cappella dedicata a San Giovanni include un ciclo di affreschi della prima metà del XIV secolo, eseguiti della Scuola di Giotto: Leggenda di San Giovanni, Storie di Maria, Leggenda di San Nicolò, fra cui spicca la scena del cavaliere dell'Apocalisse con sotto i peccatori.

## Chiostro

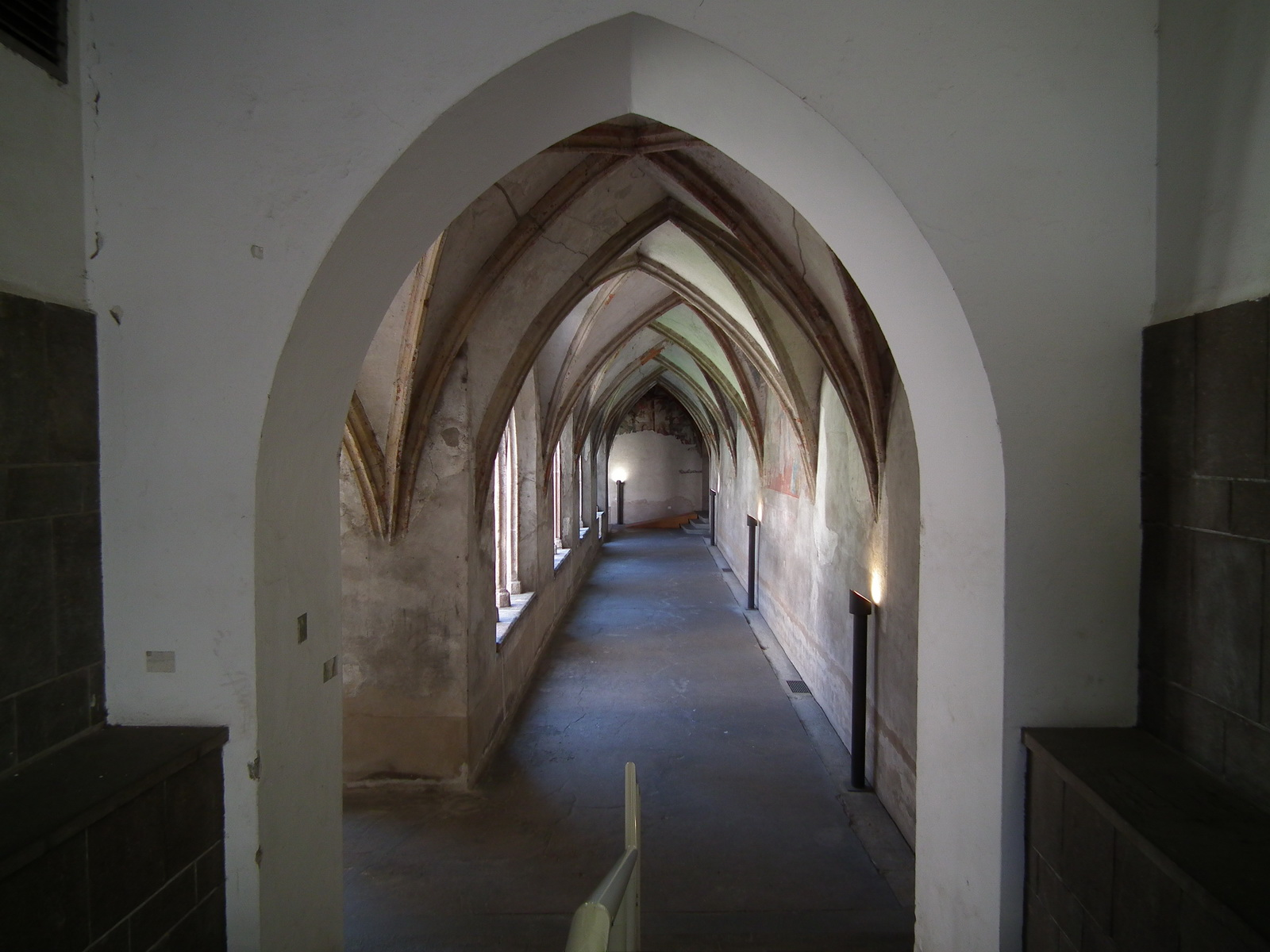
Il chiostro trecentesco.

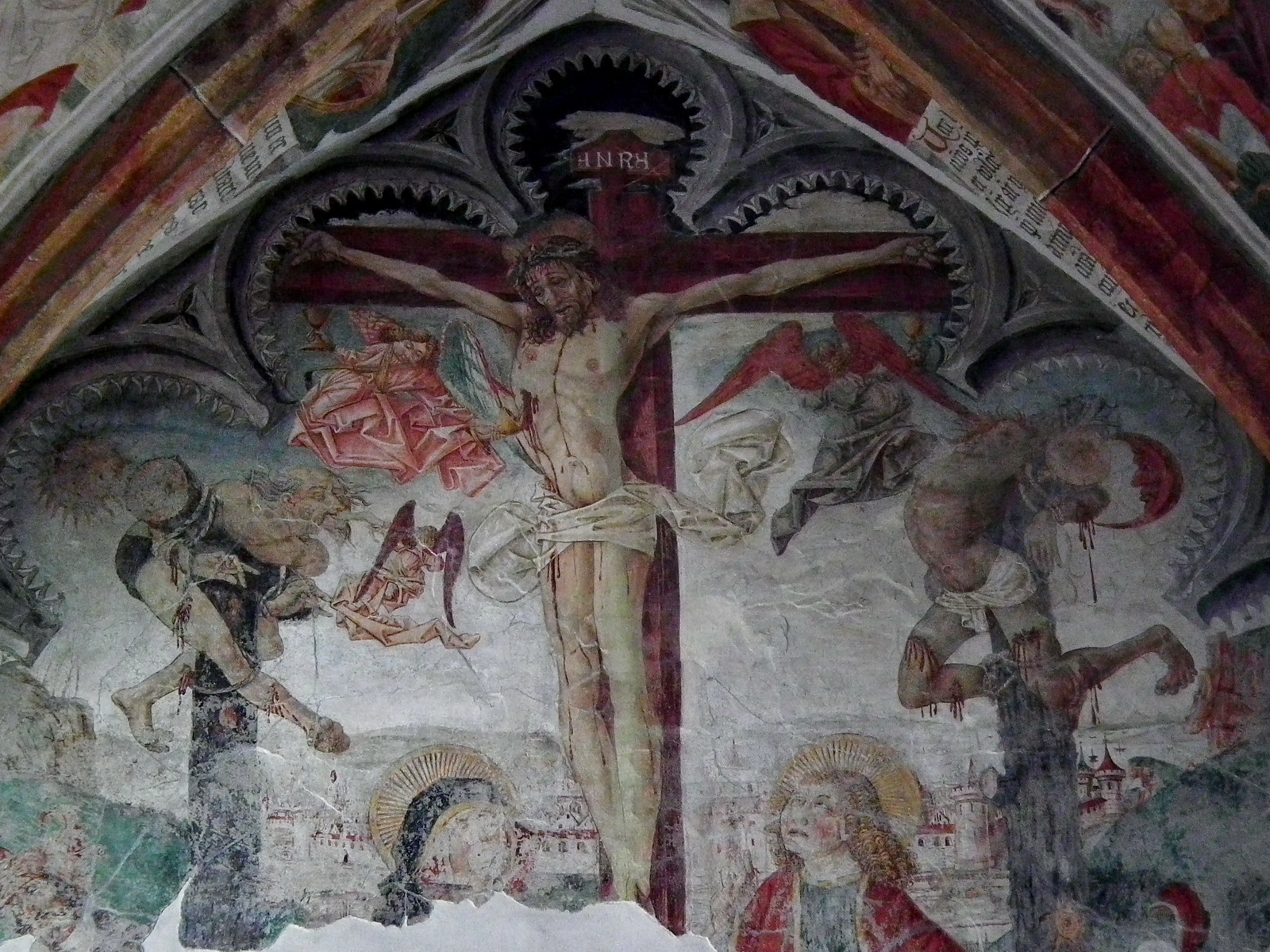
La Crocifissione nel chiostro.

Il chiostro dell'antico convento dei Domenicani venne menzionato per la prima volta nel 1308. L'arco costale venne costruito nel 1495 dal maestro Hans Hueber. Con Friedrich Pacher il chiostro assunse una configurazione uniforme. Le pitture murali che vanno dal XIV al XVI secolo, raccontano le tappe della Vita di Cristo.
Dal chiostro è possibile entrare nella Cappella di Santa Caterina, dove sono conservati affreschi giotteschi del Quattrocento. Dal 2005 il chiostro della Chiesa dei domenicani è stato protagonista di una serie di interventi di restauro, alcuni dei quali realizzati grazie ai fondi del Gioco del Lotto, in base a quanto regolato dalla legge 662/96.